# Hafez
Ḥāfeẓ, per esteso Khaled Khwāje Shams o-Dīn Moḥammad Ḥāfeẓ-e Shīrāzī (in persiano خواجه شمس‌الدّین محمّد حافظ شیرازی‎;; Shiraz, 1315 – Shiraz, 1390), è stato un mistico e poeta persiano.
Il canzoniere (Divān) di Ḥāfeẓ - il cui nome significa "Colui che sa recitare a memoria il Corano" - è un celebre classico della letteratura persiana. Nei suoi ghazal, che la gente più semplice adopera come oracolo (aprendo il libro a caso per leggerne due versi alla volta), si combinano toni diversi, di solito ma non sempre esattamente definiti erotici e mistici, e temi che spaziano da un supposto edonismo al panegirismo. I temi principali delle sue 500 ghazal sono l'amore; la celebrazione del vino e dell'ubriachezza; la messa a nudo dell'ipocrisia di coloro che si autodefiniscono guardiani, giudici ed esempi di rettitudine morale. Adattamenti, imitazioni e traduzioni delle poesie di Ḥāfeẓ sono state pubblicate in tutte le lingue più diffuse.
La vita e le opere di Ḥāfeẓ sono state oggetto di analisi, commentari e interpretazioni, e hanno influenzato in modo determinante la poetica persiana successiva al XIV secolo. La sua influenza nella vita dei Persiani è testimoniata dal frequente uso dei suoi poemi nella musica tradizionale persiana, nelle arti visuali e nella calligrafia persiana, e dal fāl-e hāfez (in persiano: فال حافظ ; in italiano: «lettura di Ḥāfeẓ»), una forma di divinazione che consiste nell'apertura a caso delle pagine del canzoniere per trarre dai versi poetici la risposta a proprie domande.
A Shiraz si trova il mausoleo che contiene la sua tomba: realizzato su progetto dell'architetto francese André Godard, risale al 1935 ed è un luogo di rilevante interesse turistico.

## Biografia
(Hafez, Canzoniere, 274)

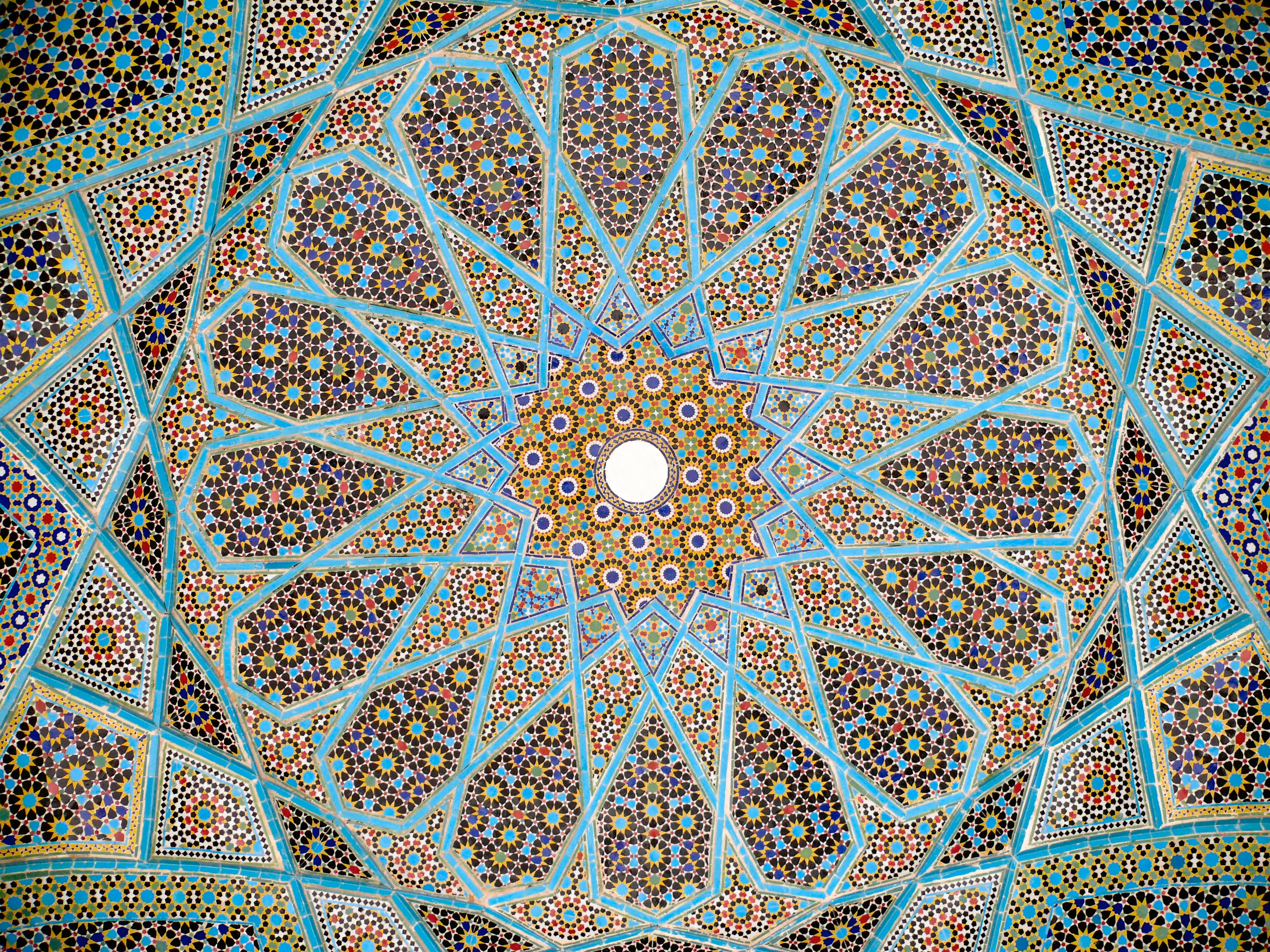
Il mosaico - dagli arabeschi geometrici - del soffitto del padiglione della tomba di Hāfez a Shiraz, in Iran.

Hāfez nacque a Shiraz tra il 1317 e il 1325 in un periodo in cui la città era sottomessa alla signoria del principe ingiuide sunnita Abu Ishaq Inju, vassallo dei Mongoli e protettore dei poeti. A seguito di una sfortunata impresa bellica, il mecenate fu sconfitto e fatto giustiziare dal principe Mobarez al-Din Kirmani, un personaggio descritto come un uomo ascetico e bigotto che fece chiudere le taverne e altri luoghi malfamati di Shiraz - un provvedimento lamentato dal poeta nei suoi componimenti - inaugurando un periodo di austerità di costumi. Successivamente, Hāfez ottenne la protezione del principe e poeta Shah Shoja', figlio gaudente del precedente monarca, da lui stesso spodestato e fatto accecare. Il poeta registra indirettamente anche questo avvenimento, gioendo per la riapertura delle taverne della città decretata dal nuovo signore.
Hāfez frequentò soprattutto l'ambiente della corte di Shiraz, città da cui pare si sia allontanato solo per un breve periodo, forse a causa di screzi e incomprensioni con Shah Shoja'. Forse tentò pure di imbarcarsi per l'India, ma secondo fonti tradizionali una tempesta nel porto lo convinse a rinunciare al viaggio. Nella sua poesia si vanta di essere ben noto anche fuori dei territori persiani, dall'Iraq al Bengala, un probabile indizio del fatto che egli godeva di grande fama mentre era ancora in vita. Frequentò altresì gli ambienti religiosi, e in vari componimenti d'occasione (soprattutto in mortem) tessé l'elogio di qadi, dottori e esponenti delle gerarchie religiose della città.
Controversa è la questione del suo rapporto con l'ambiente delle confraternite sufi: benché egli amasse presentarsi, nel canzoniere, con un'identità sufi, queste confraternite sono, spesso e volentieri, "bacchettate" nelle poesie per loro ipocrisia o malaffare.
Forse insegnò materie religiose nella locale madrasa. In ogni caso, egli mostra nei suoi versi una straordinaria cultura religiosa, attestata peraltro dallo stesso nom de plume - Hāfez - che significa «colui che ha memorizzato [il Corano]». Morì a Shiraz nel 1389 o 1390. Nel 1935 è stata eretta la tomba di Hafez ad opera dell'architetto francese André Godard.

## Poetica
I suoi circa 500 poemi lirici ( ghazal ) sono notissimi in tutti i paesi dell'ecumene persiana, fatti oggetto di studio da numerosi commentatori e spesso appresi a memoria anche dalla gente più umile e meno istruita. Il suo Divān, aperto a caso, è usato ancor oggi come popolare libro di divinazione.
Hāfez nei suoi componimenti canta il vino, le gioie e le pene amorose; ma soprattutto egli canta le grazie di un misterioso e innominato "amico" (talora presentato nelle maschere di un bel coppiere, di un mago zoroastriano, di un "turco predone", ma anche in quelle dell'assassino, del medico, del giocatore di polo ecc.) che tipicamente mostra crudeltà e indifferenza nei confronti della lauda incessante del poeta-amante, risultando in sostanza inafferrabile.
Quanto Hāfez si riferisse a un amore terreno o a uno divino (mistico) è oggetto di controversia tra gli studiosi. Friedrich Rueckert, in versi spesso citati, esaltò la miracolosa capacità di Hāfez di parlare del "Sensibile" attraverso il "Sovrasensibile" e viceversa; la critica autoctona, che tende a ridurre gli aspetti trasgressivi e anomistici (vino, amore omoerotico) della poesia di Hāfez, accentuandone la lettura in chiave simbolica e misticheggiante, gli assegnò significativamente il titolo di «lingua dell'Invisibile» («lisān al-ghayb»). Oggi - almeno tra gli studiosi occidentali - è tuttavia prevalente una lettura in chiave panegiristica: l'amico cantato sarebbe spesso una sorta di controfigura del principe mecenate di turno. Tra gli studiosi italiani, tuttavia, Giovanni D'Erme, pur sottolineando i forti legami del poeta persiano con il proprio vissuto, ne pone pure in evidenza le forti somiglianze con il codice sapienziale dei trovatori provenzali e degli stilnovisti italiani. Per esempio, alla «Belle Dame sans Merci» dei primi - simbolo di un'inafferrabile Conoscenza definitiva - andrebbe accostato decisamente l'Amico da lui cantato. Alla base di queste somiglianze possono essere posti sia gli ovvi influssi spiegati dal finitimo al-Andalus musulmano, sia l'intensa circolazione delle idee che caratterizzò il Medioevo e che permise la diffusione su ampie aree di duraturi stilemi letterari.

## Fama
In Occidente, fu conosciuto all'inizio attraverso la traduzione integrale del Divan compiuta da Joseph von Hammer-Purgstall (1812-1813). Fra i maggiori estimatori di Hāfez vi furono, in Germania, il poeta Friedrich Rueckert, altro suo rinomato traduttore, e soprattutto Goethe che si ispirò al poeta persiano nella composizione del celebre "West-östlicher Divan"; il poeta e filosofo americano Ralph Waldo Emerson ebbe modo di conoscerlo attraverso traduzioni tedesche, e una testimonianza del suo entusiasmo è presente nei "Persian Essays".
In Italia fu studiato inizialmente dal pioniere dell'iranistica italiana, Italo Pizzi, che tradusse alcune decine di componimenti di Hāfez nella parte antologica della sua monumentale "Storia della poesia persiana" (2 volumi, del 1884). La prima traduzione antologica contemporanea è dovuta all'iranista Carlo Saccone, dell'Università di Bologna (1998); altre versioni dei soli ghazal sono dovute a Giovanni Maria D'Erme, dell'Università di Napoli "L'Orientale" (2004-2008) e a Stefano Pellò, con Gianroberto Scarcia dell'Università di Venezia (2005). Nel 2011 con la pubblicazione contemporanea di altri due volumi Vino, efebi e apostasia e Canzoni d'amore e di taverna, Carlo Saccone ha fornito la prima traduzione integrale (ghazal, qasidé, quartine, poesie strofiche, frammenti e poesie d'occasione) in una lingua europea del Canzoniere hafeziano.
Il manoscritto intitolato "Ghazāliyyāt" (Raccolta di ghazal), conservato in Tagikistan, è stato incluso dall'UNESCO, nel 2003, assieme a "Kulliyyāt" di Ubayde Zākāni, nel programma di tutela archivistica intitolato Memoria del mondo.

## Opere

### Traduzioni italiane
- Hāfez, Il libro del coppiere, a cura di C. Saccone, Luni, Milano-Trento 1998 (nuova ed. Carocci, Roma 2003); Vino, efebi e apostasia, a cura di C. Saccone, Carocci, Roma 2001; Canzoni d'amore e di taverna, a cura di C. Saccone, Carocci, Roma 2011
- Hāfez, Canzoniere, traduzione e commento a cura di Giovanni M. D'Erme, tre volumi, Università degli Studi di Napoli "L'Orientale", Napoli 2004-2008
- Hāfez, Canzoniere, a cura di S. Pellò e G. Scarcia, Milano, Ariele 2005
- Hāfez, Ottanta canzoni, a cura di S. Pellò, Torino, Einaudi, 2008.
- Hāfez, Le quartine (con testo persiano e arabo), a cura di S. Salzani, La Finestra editrice, Lavis, 2013.
- Domenico Ingenito, "La carne dell’Angelo e il corpo del vino: versioni dalle canzoni persiane di Hafez di Sciraz," Nuovi Argomenti, edizione elettronica.

### Sulla letteratura persiana medievale
- E.G. Browne, Literary History of Persia. (Quattro volumi, 2.256 pagine), 1998. ISBN 0-7007-0406-X
- Jan Rypka, History of Iranian Literature, Reidel Publishing Company, 1968. ISBN 90-277-0143-1
- A.J. Arberry, Classical Persian Literature, London 1958
- A. Pagliaro-A. Bausani, La letteratura persiana, Sansoni-Accademia, Firenze-Milano 1968
- A. M. Piemontese, Storia della letteratura persiana, 2 voll.,< Fratelli Fabbri, Milano 1970
- C. Saccone, Storia tematica della letteratura persiana classica. vol. I: Viaggi e visioni di re sufi profeti, Luni, Milano-Trento 1999; vol.II: Il maestro sufi e la bella cristiana. Poetica della perversione nella Persia medievale, Carocci, Roma 2005; vol. III: Il re dei belli, il re del mondo. Teologia del potere e della bellezza nella poesia persiana medievale, Aracne, Roma 2014

### Traduzioni di Hāfez in italiano
- Hâfez, Canzoniere, a cura di Stefano Pellò e Gianroberto Scarcia, Ariele Ed., Milano 2005
- Hâfez, Vino efebi e apostasia. Poesia d’infamia e perdizione nella Persia medievale, a cura di C. Saccone, Carocci, Roma 2011
- Hâfez, Canzoni d’amore e di taverna, nel Trecento alla corte di Shiraz, a cura di C. Saccone, Carocci, Roma 2011
- Hâfez, Il Coppiere di Dio, a cura di C. Saccone, Centro Essad Bey - Amazon IP, Seattle 2019 (prima ed. 1998, Luni Ed.)
- Giovanni Maria D'Erme, Hâfez di Širāz. Canzoniere, introduzione, traduzione e commento, 3 voll., Napoli, Università di Napoli "L'Orientale", 2004, 2007 e 2008

### Articoli e contributi su Hāfez in italiano
- AA.VV., Convegno internazionale sulla poesia di Hafez, Ed. Accademia dei Lincei, Roma 1978
- A. Bausani, Il pazzo sacro nell'islam, Luni, Milano-Trento 2000
- C. Saccone, Il maestro sufi e la bella cristiana, Carocci, Milano 2005
- J.C. Buergel, Il discorso è nave, il significato un mare. Saggi sull'amore e il viaggio nella poesia persiana medievale, Carocci, Roma 2006